# Елецкие
Еле́цкие — угасший русский княжеский род, правивших в Ельце и Елецком княжестве, отрасль князей черниговских. Рюриковичи.
Род внесён в Бархатную книгу. При подаче документов (декабрь 1685 - январь 1686), для внесения рода в Бархатную книгу, была предоставлена родословная роспись князей Елецких.

## Происхождение и история рода
Родоначальником является князь Фёдор Иванович Елецкий (XV колено от Рюрика), живший в конце XIV века, и который в 1380 году вместе с ярославскими князьями участвовал в Куликовской битве воеводой под началом князя Владимира Андреевича Храброго в войсках правой руки.
Позднее, когда войска Тамерлана захватили и сожгли Елец, князь Фёдор Иванович попал в плен. Его потомки в XVI—XVII веках служили воеводами, царскими наместниками и стольниками.
Князья Иван, Василий и Степан Максимовичи, а также их двоюродные братья Владимир и Аркадий Алексеевичи определениями Правительствующего Сената (29 января 1857) и (18 декабря 1862) утверждены в княжеском достоинстве Российской империи и указом (27 февраля 1863) внесены в V часть родословной книги Полтавской губернии.
Некоторую дополнительную известность этой фамилии принесло то, что её использовал П. И. Чайковский для одного из персонажей своей оперы «Пиковая дама».

## Известные представители
- Князь Елецкий Андрей Васильевич — голова во время похода из Карелии в Ливонию (1576), воевода в Сибири с отрядом в 1,5 тысячи человек отправлен ставить новые городки и остроги (1591), закончил постройку г. Тары (зима 1594/95).
- Князь Елецкий-Борода Дмитрий Петрович — воевода, окольничий[5].
- Князь Елецкий Фёдор Андреевич — стольник, воевода в Ярославле (1612), Рыльске (1614), Свияжске (1615), Уфе (1615), Ельце (1626-1627), Великих-Луках (1628), Пскове (1632-1634).
- Князь Елецкий Пётр Иванович — воевода.
- Князь Елецкий Иван Иванович — воевода.
- Князь Елецкий Иван Михайлович — воевода.
- Князь Елецкий Ларион Васильевич — стольник патриарха Филарета (1627-1629).
- Князь Елецкий Семён Васильевич — стольник (1627-1629).
- Князь Елецкий Алексей Степанович — московский дворянин (1627-1640).
- Князь Елецкий Дмитрий Данилович — московский дворянин (1627-1658).
- Князь Елецкий Семён — воевода в Переславле-Залесском (1633).
- Князья Елецкие: Василий и Иван Семёновичи — стольники (1636-1658).
- Князь Елецкий Иван Васильевич — московский дворянин (1636-1668).
- Князь Елецкий Василий Васильевич — воевода в Бежецком-Верхе (1637-1641).
- Князь Елецкий Иван Семёнович — воевода в Галиче (1644-1647).
- Князь Елецкий Никита Васильевич — московский дворянин (1640-1668), воевода в Муроме (1648), походный московский дворянин царицы Натальи Кирилловны (1676-1677).
- Князь Елецкий Фёдор Васильевич — стольник царицы Марии Ильиничны (1658), стольник 1658-1692).
- Князь Елецкий Иван — воевода в Ростове (до 1662).
- Князь Елецкий Михаил Никитич — стольник (1671-1676).
- Князь Елецкий Василий Фёдорович — стряпчий (1676), стольник (1686-1692).
- Князь Елецкий Фёдор Васильевич — московский дворянин (1678).
- Князья Елецкие: Алексей Дмитриевич — стольники (1682-1692)
- Князь Елецкий Иван Михайлович — стольник царицы Прасковьи Фёдоровны (1686-1692)[6][7].
- Князь Елецкий, Леонид Васильевич (1877-1958) — генерал-майор, командира Кавалергардского полка.

## Критика
Вся родословная роспись князей Елецких в Российской родословной книге спутана, а наиболее распространённая ветвь Григория Семёновича, к которой принадлежат ныне существующие князья Елецкие, не только неправильно примкнута, часть к Григорию Семёновичу, а часть к Ивану Григорьевичу, но и не доведена до конца. О всех замечаниях  можно ознакомиться у генеалога Г.В. Власьева.

## См.также
- Елецкая крепость
- Елецкий-Троицкий монастырь